# Unitate centrală de prelucrare
| Text alternativ pentru imaginea din stânga |  | Text alternativ pentru imaginea din dreapta                          |
| UCP Intel 80486DX2, partea superioară      |  | UCP Intel 80486DX2, partea inferioară pe care se văd pinii de fixare |

Unitatea centrală de prelucrare sau unitatea centrală de procesare (UCP, engleză central processing unit, CPU) este hardware-ul într-un sistem informatic care execută instrucțiunile unui program de calculator realizând operații aritmetice și logice, precum și operațiunile de intrare / ieșire (I/O input/output) ale sistemului. Termenul a fost utilizat în industria calculatoarelor cel puțin la începutul anilor 1960. Forma, designul și implementarea CPU-rilor s-au schimbat de-a lungul istoriei lor, dar funcția de bază a rămas la fel.
Majoritatea procesoarelor UCP moderne sunt microprocesoare, ceea ce înseamnă că acestea sunt conținute pe un singur circuit integrat (IC). Unele computere folosesc un chip multiprocessor care este un singur cip ce conține două sau mai multe uniprocesoare integrate. 
În dispozitivele mobile și sisteme înglobate sunt folosite pe scară largă procesoare bazate pe arhitectura ARM.

## Unitatea centrală de prelucrare (UCP)
Componenta cea mai complexă este Unitatea Centrală de Prelucrare, cu structura de mai jos.  
- Unitatea aritmetică și logică (UAL): Execută prelucrările datelor.
- Registrele: Reprezintă o memorie internă (locala) pentru UCP.
- Unitatea de comandă și control (UCC): controlează funcționarea UCP și deci a calculatorului.
- Interconexiunile din cadrul UCP: asigură comunicația dintre UAL, registre și UCC; sunt realizate sub forma unei magistrale, numită magistrală internă a UCP.

Totalitatea proceselor ce au loc la nivelul Unitatii centrale de Prelucrare (UCP) sunt sincronizate cu un semnal de ceas a cărui frecvență este un criteriu de baza in evaluarea performanțelor procesorului este de ordinul MHz-ilor sau GHz-ilor.

### Unitatea aritmetică și logică (UAL)
UAL implementează diferite operații aritmetice și logice asupra operanzilor obținuți din memorie. Conține, în principal, un circuit logic pentru adunare, numit sumator, toate operațiile aritmetice reducându-se la o succesiune de operații de adunare.
- transferuri de date între registre și între acestea și memorie;
- operații aritmetice cu operanzii adresați de UCC;
- operații logice (SI, SAU, NU) cu operanzii adresați de UCC;
- operații de deplasare a conținutului unui registru sau locație de memorie;
- operații de comparație a doi operanzi.

UAL generează informații referitoare la rezultatul ultimei instrucțiuni aritmetice și logice executate. Acestea se referă la semnul rezultatului, la paritatea acestuia (par sau impar), dacă rezultatul este nul sau nenul etc.

### Registrele
Setul de registre din cadrul UCP păstrează temporar operanzii unei operații aritmetice sau logice, rezultatele intermediare și finale, sau adresele acestora. Utilizarea registrelor crește viteza de prelucrare, eliminând necesitatea accesului repetat la memorie. Ele reprezintă deci o memorie internă temporară foarte rapidă.
Unele registre pot avea funcții dedicate, altele se pot utiliza pentru orice operații, fiind registre generale. O parte din registre nu sunt accesibile prin program, fiind registre de lucru (de exemplu, registrul de instrucțiuni, care păstrează instrucțiunea curentă (cea care se execută la un moment dat).

### Unitatea de comanda și control (UCC)
UCC coordonează activitatea calculatorului:
- adresează și extrage din memoria principală instrucțiunile binare ale programului;
- decodifică (interpretează) instrucțiunile și generează secvența semnalelor de comandă necesare către toate celelalte unități funcționale ale calculatorului; ca urmare a acestor semnale instrucțiunea curentă este executată;
- în plus, UCC analizează semnalele de stare și sincronizare ce provin de la celelalte unități funcționale ale calculatorului și, ca urmare, poate schimba succesiunea semnalelor de comandă pe care le generează. La terminarea execuției instrucțiunii curente, se trece la instrucțiunea următoare.

Tot în cadrul UCC se includ și circuitele pentru generarea adreselor, care calculează adresele (pentru memoria principală, pentru porturi de I/O, pentru registrele interne ale UCP) pe baza informațiilor binare din corpul instrucțiunilor.

## Legături externe
- CPU Database Listă de UCP lansate în ultimii ani
- CPU-World
- cpudb.stanford.edu
- The Best CPU Manufacturers
- How Its Made - Microprocessors YouTube video